# Typhon Saomai
Le Joint Typhoon Warning Center (JTWC) a identifié une dépression tropicales près des îles Carolines dans la soirée du 4 août 2006. L'agence météorologique du Japon (JMA) l'a confirmée à 00:00 UTC le 5 août. Neuf heures plus tard, le Joint Typhoon Warning Center (JTWC) signala le passage de la dépression tropicale 08W en tempête tropicale, trois heures avant que le JMA lui donne le nom de Saomai. Ce nom désigne la planète Vénus en Vietnamien.
Le JTWC confirma son aggravation en typhon à 15:00 UTC le 6 août. Le JMA le fit d'abord passer en « Tempête tropicale sévère » à 18:00 UTC, et comme il continuait à prendre de l'importance, en typhon douze heures plus tard. Saomai passa sous la responsabilité du PAGASA (Administration des services atmosphériques, géophysiques et astronomiques des Philippines) le 8 août qui lui donna le nom de Typhon Juan. Le 8 août, la tempête se développa très rapidement, et le 9 août il s'agissait d'un super-typhon de catégorie 5.
Saomai toucha la terre ferme en Chine à 5:25 p.m. LST le 10 août, dans la province du Zhejiang à Mazhan. Dans cette même province, il aurait fait 81 morts à Wenzhou. Il s'agit du plus violent typhon frappant la Chine depuis un demi-siècle, avec des vents atteignant 60 m/s (115 nœuds), il est plus fort que le typhon Chanchu ayant frappé le pays plus tôt dans l'année. Plus d'un million et demi de personnes avaient été évacuées à l'approche de la tempête.
Après la fin de la saison, les membres de la 39e réunion du Comité des typhons de l'Organisation météorologique mondiale se sont réunis à Manille en décembre 2006. Ils ont discuté du retrait du nom Saomai, ainsi que de quatre autres noms de la saison. Lors de la 40e réunion en novembre 2007, le comité a approuvé le retrait, annonçant que le nom Son Tinh remplacerait Saomai sur les listes de noms de bassin à partir de 2008 et a été utilisé pour la première fois lors de la saison 2012 . 
| 1 |  | 2 |  | 3 |  | 4 |  | 5 |  | 6 |  | P |  | 8 |  | S |  | 10 |  | 11 |  | 12 |  | 13 |  | I |  | 14 |  | 15 |  | 16 |  | 17 |  | X |  | 19 |  | 20 |  | 21 |

| D | T | 1 | 2 | 3 | 4 | 5 |